# 성삼문 선생 유허지
성삼문 선생 유허지(成三問 先生 遺墟址)는 대한민국 충청남도 홍성군 홍북읍에 있는 성삼문 선생의 외가가 있던 곳으로 그가 태어난 집터이다. 1973년 12월 24일 충청남도의 기념물 제5호로 지정되었다.

## 개요
성삼문 선생의 외가가 있던 곳으로 그가 태어난 집터이다.
성삼문은 수양대군이 조카 단종을 폐하고 왕위에 오르는 것에 반대한 사육신의 한 사람이다. 세종(재위 1418∼1450) 때 집현전의 학자로 훈민정음 창제에 크게 공헌하였으며, 단종 폐위에 대해서도 굳은 절개를 지켜 죽임을 당했다.
숙종 2년(1676)에 읍사 이량이 선생의 옛 집 근처에 사당을 세우고 사육신을 같이 모실 것을 청하자, 나라에서 녹운서원이라 하였고, 뒤에 노은이라고 이름을 바꾸었다. 그후 매년 12월에 제사를 지내오다가 대원군이 서원철폐령에 의해 철폐되었고, 후에 유생들이 사육신의 위패를 모시고 노은단이라고 하고 제사를 지냈다.
1954년 홍성 고적현창회에서는 제단을 보수하고, 해마다 음력 10월 15일에 제사를 지내고 있다. 이전의 제단 자리는 이곳에서 동북쪽으로 약 50m 지점에 있으며, 유허비는 약 30m 거리의 마을 앞에 있다.

## 참고 자료
- 성삼문 선생 유허지 - 국가유산청 국가유산포털